# リュック・フェラーリ
リュック・フェラーリ（Luc Ferrari Ferrariの発音例、1929年2月5日、パリ - 2005年8月22日、アレッツォ）は、フランスの作曲家。特に電子音楽の作品で知られる。妻のブリュンヒルド＝マイヤー・フェラーリも作曲家。

## 経歴
エコールノルマル音楽院にて、ピアノをアルフレッド・コルトーに、作曲をアルテュール・オネゲルに、 パリ国立高等音楽院にて、楽曲分析をオリヴィエ・メシアンに師事。
1954年に渡米し、エドガー・ヴァレーズに出逢う。
ピエール・アンリがピエール・シェフェールとともに設立した「GRMC」Groupe de Recherches Musique Concreteに1958年から1966年まで参加しており、また同じ1958年にはシェフェールとともに 「GRM（音楽研究集団）」Groupe de Recherches Musicales の創設にも加わっている。
フランス国営放送探求局の下でメシアンやカールハインツ・シュトックハウゼンら、現代音楽の作曲家のリハーサル風景を記録した「大いなるリハーサル」などの映画製作並びにミクストメディア（『引き裂かれた交響曲』他）、さらにはヨーロッパ各国でラジオドラマ（ヘールシュピールとも，『砕氷船』他）などを手懸けた。また映画音楽も作曲しており、代表作には1982年のカンヌ映画祭に出品されたアニメーション「クロ ノポリス’’Chronopolis’’」(ピョートル・カムレー監督、ナレーションをマイケル・ロンズデールが担当した) や同じく1963年のカンヌ映画祭に出品されたジャック・ブリソ監督による「Égypte Ô Égypte２ - 河の贈り物」などがある。
1963年から1964年にかけて、《異型接合体 Hétérozygote》を作曲。これは磁気テープのための作品であった。 録音された環境音の利用は、フェラーリの音楽語法の特徴的な部分となっている。
この後フェラーリは1970年に《ほとんど何もない第一「海岸の夜明け」Presque rien No. 1 ‘Le Lever du jour au bord de la mer’ 》を完成させる。1日がかりでユーゴスラビアの浜辺で環境音を録音したが、編集によってそれをわずか21分あまりの作品に仕上げている。
1972年に電子音響アトリエである「スタジオ・ビリッヒ」を創設。
1982年に電子音響の作曲とラジオアート制作のために" La Muse en Circuit ”(「回路の詩神」協会)を自ら立ちあげたが、1994年にはそこを離れる。
1989年にはそれまでの功績にたいしてフランス政府より芸術文芸大賞を受賞。
1995年にはオランダにおいて回顧展が開かれる。
1996年に新たな電子音響スタジオとなる「アトリエ・ポスト＝ビリッヒ」を創設。
2001年にはアメリカ合衆国にてコンサートツアーを行った。
亡くなる直前まで、ジャンルにとらわれることなく幅広いアーティストとも積極的に共演し、深い影響を与えている。
2005年8月22日、演奏旅行中にイタリアのアレッツォにて逝去。
没後の2006年6月には、フェラーリに関連する全ての著作物の普及や生前遺した膨大な資料群の整理、ならびに現代音楽の創作における支援助成を目的として、ブリュンヒルド夫人をはじめ親交の深かった友人達によりパリでAssociation Presque Rien（プレスク・リヤン協会）が設立されており、現在も活発に活動している。

## 受容
現代音楽のアカデミズムからは遠かったが、電子音楽や実験的ポピュラー音楽の業界からは熱狂的に受け入れられたため、日本にもファンは多い。

## 主な作品

### 器楽作品
- 組曲、ピアノのための（1952年）
- アンチソナタ、ピアノのための（1953年）
- ソナチネ・エリブ、ピアノのための（1953年 - 1954年）
- 四重奏曲（1953年 - 1954年）
- 八つの小さな顔（1955年）
- 未完成交響曲、大オーケストラのための（1963年 - 1966年）
- 快楽と悲嘆の物語（1979年 - 1981年）
- 愛の回転の中で（1986年）
- 辞任と灰皿の物語（1994年）

### 電子音響作品
- トートロゴス1（1961年）
- 即興ーマイクー音響（概念の開拓6）（2001年）
- サリスベリー・カクテル（2002年）

### テープ・ミュージック
- 異型接合体（1963年 - 1964年）
- ほとんど何もない第一あるいは海岸の夜明け（1967年 - 1970年）

### インスタレーション
- 音楽散歩（1964年 - 1969年）
- 暴力の迷宮（1975年）
- 思い出の循環（1995年 - 2000年）

### シアター・ピース
- ソシエテ1（1965年）
- 小品コレクション、あるいは36の続き、ピアノとレコーダーのための（1985年）
- 夜の手帳（1991年 - 1992年）

### ラジオ・ドラマ（ヘールシュピール）
- 不気味に美しい（1971年）
- いま（1981年 - 1982年）
- ファーウエスト・ニュース（1998年 - 1999年）

### 映画作品（楽曲提供）
- シャステル（1962年）監督：ロバート・ラプジャード
- エジプト、おおエジプト2（1962年）監督：ジャック・ブリソ
- 小さな林檎の木（1980年）監督：リリアーヌ・ド・ケルマデック
- クロノポリス（1982年）監督：ピョートル・カムレー

### 映画作品（制作/監督）
- 巡礼者たち（1960年） - ジャック・ブリソと共同監督
- 「テレビのための5つのドキュメンタリー」シリーズ（1965年 - 1966年）ジェラール・パトリスと共同制作
- 少女たちあるいはソシエテⅢ（1967年）監督
- ほとんど何もないあるいは生きる欲望（第一部：コース・メジャン、第二部：ラルザック高原）（1972年 - 1973年）監督
- 「リュック・フェラーリとほとんど何もない」（2003年） - 出演（フェラーリについてのドキュメンタリー映画）、監督：ジャクリーヌ・コー

## 受賞歴
- ヴィザージュ4（1957年 - 1958年） - パリ・ビエンナーレ賞
- 肖像＝戯れ（1971年） - 1972年度カール・シュッケ賞
- そしてもし今すべてが（1986年 - 1987年） - 1987年度イタリア賞
- 私は道に迷った、あるいは肖像の迷宮（1987年 - 1988年） - 1988年度カール・シュッケ賞
- 1989年度文化大臣芸術文芸大賞（それまでの音楽への功績に対して）
- 快楽と悲嘆の物語（1979年 - 1981年） - 1990年度セルゲイ・クーセヴィッキー財団国際賞
- 盲人の階段（1991年） - 1991年度イタリア賞（R.A.I.特別賞）
- 水から救われたアーカイヴ（2000年） - 2005年度シャルル・クロ(ス)記念賞グランプリ

## 関連書籍
- 「リュック・フェラーリとほとんど何もない—インタヴュー&リュック・フェラーリのテクストと想像上の自伝」 ジャクリーヌ・コー 著、椎名亮輔訳（現代思潮新社、2006年3月、ISBN 4-329-00443-7）
- 「リュック・フェラーリ・センチメンタル・テールズ あるいは自伝としての芸術」椎名亮輔訳 (アルテスパブリッシング、2016年3月、ISBN 978-4-86559-136-1　C1073)